# Sheryl WuDunn

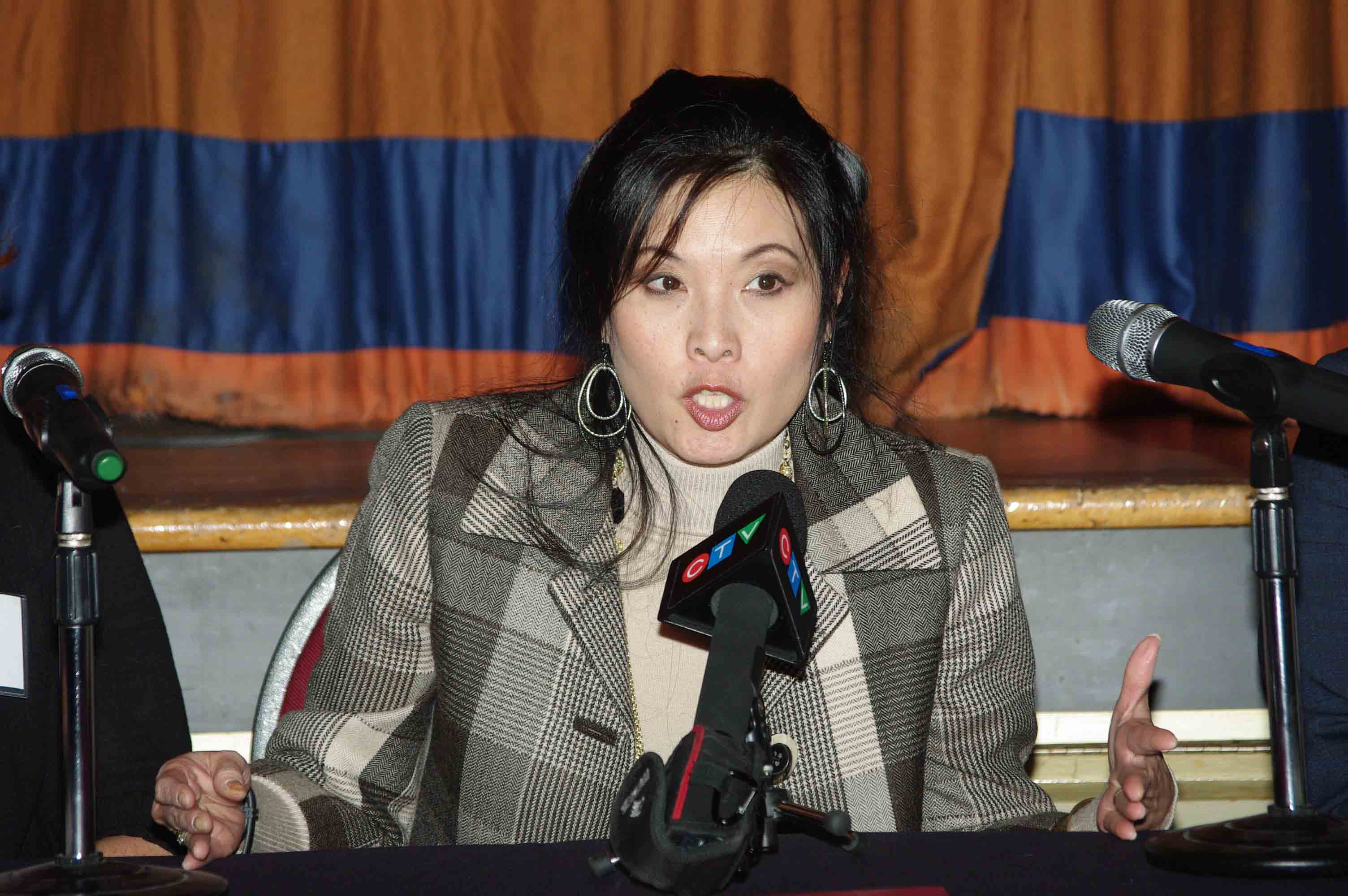
Sheryl WuDunn (2012)

Sheryl WuDunn (* 16. November 1959 in New York City) ist eine US-amerikanische Journalistin, Autorin und Pulitzer-Preisträgerin.

## Leben

### Werdegang
WuDunn wuchs in ihrer Geburtsstadt New York City auf. Sie absolvierte ein Bachelorstudium in Europäischer Geschichte an der Cornell University, einen Master of Business Administration an der Harvard Business School und einen Master of Public Administration an der Princeton University.
Nachdem sie für das Wall Street Journal und andere Publikationen gearbeitet hatte, begann WuDunn 1989 als Auslandskorrespondentin im Büro der New York Times in Peking zu arbeiten. Im Jahr 1990 wurden sie und ihr Ehemann Nicholas D. Kristof mit dem Pulitzer Prize for International Reporting für ihre Berichterstattung über das Tian’anmen-Massaker ausgezeichnet.
Zusammen mit Kristof veröffentlichte sie 2009 das Buch Die Hälfte des Himmels: Wie Frauen weltweit für eine bessere Zukunft kämpfen (Originaltitel: Half the Sky: Turning Oppression into Opportunity for Women Worldwide), das Themen wie Diskriminierung von Frauen, Zwangsprostitution, Gruppenvergewaltigung, Zwangsverheiratung und Müttersterblichkeit behandelt. 
Im Jahr 2009 erhielten WuDunn und Kristof den Dayton Literary Peace Prize für ihr Lebenswerk.

### Familie
WuDunn lebt mit ihrem Ehemann Nicolas Kristof und ihren 3 Kindern auf einer kleinen Farm in der Nähe von Yamhill, Oregon.

## Werke (Auswahl)
- Nicholas D. Kristof; Sheryl WuDunn: Thunder from the East. Knopf Doubleday Publishing Group, 2001, ISBN 978-0-375-41269-1.
- Nicholas D. Kristof; Sheryl WuDunn: Half the Sky: Turning Oppression into Opportunity for Women Worldwide. Alfred A. Knopf, Inc., New York 2009, ISBN 978-0-3072-6714-6 (Original); Die Hälfte des Himmels: Wie Frauen weltweit für eine bessere Zukunft kämpfen. Aus dem Englischen übersetzt von Karl-Heinz Siber, mit einem Vorwort von Margot Käßmann, Bundeszentrale für Politische Bildung, Bonn 2010, ISBN 978-3-8389-0109-1 (deutschsprachige Übersetzung).
- Nicholas D. Kristof; Sheryl WuDunn: China Wakes: The Struggle for the Soul of a Rising Power. Knopf Doubleday Publishing Group, 2011, ISBN 978-0-307-76423-2.